# Plebicula amethystina
Plebicula amethystina är en fjärilsart som beskrevs av Cabeau 1924. Plebicula amethystina ingår i släktet Plebicula och familjen juvelvingar. Inga underarter finns listade i Catalogue of Life.